# Thomisus lamperti
Thomisus lamperti là một loài nhện trong họ Thomisidae.
Loài này thuộc chi Thomisus. Thomisus lamperti được Embrik Strand miêu tả năm 1907.